# Wat Phou
Wat Phou (of Vat Phou) is een Angkoriaanse ruïne van een stad- en/of tempelcomplex van het rijk van de Khmer. Het bevindt zich aan de westoever van de Mekong in Laos, direct ten zuiden van de stad Champassak in de provincie Champassak. De ruïne ligt tegen een berg aan. Het bovenste gedeelte van wat Phou biedt een panorama over de directe omgeving.
Het tempelcomplex is gesticht in de 9e eeuw door Jayavarman II en was kortstondig de hoofdstad van het Khmer-rijk. Het hindoeïstische aspect van Wat Phou is ongewoon in het Angkoriaanse Rijk. Wat Phou werd in 2001 opgenomen in de Werelderfgoedlijst van UNESCO.